# Wereldbeker skeleton 2006/2007
De wereldbeker skeleton in het seizoen 2006/2007 begon op 30 november 2006 en eindigde op 24 februari 2007. De skeletoncompetitie bestond zowel voor de vrouwen als voor de mannen uit acht wedstrijden. De wereldbeker wordt georganiseerd door de FIBT. De Amerikaan Zach Lund en landgenote Katie Uhlaender wonnen de wereldbeker. De voor Nederland uitkomende Dirk Matschenz eindigde als 22e, Nederlander Peter van Wees als 24e.
De achtste wereldbekerwedstrijd in Königssee gold voor de Europese deelnemers tevens als het Europees kampioenschap.

## Mannen

### Uitslagen
| Datum      | Plaats          | Eerste              | Tweede              | Derde               |
| ---------- | --------------- | ------------------- | ------------------- | ------------------- |
| 30/11/2006 | Calgary         | Jeff Pain           | Aleksandr Tretjakov | Jon Montgomery      |
| 07/12/2006 | Park City       | Zach Lund           | Jeff Pain           | Aleksandr Tretjakov |
| 15/12/2006 | Lake Placid     | Zach Lund           | Caleb Smith         | Eric Bernotas       |
| 13/01/2007 | Nagano          | Eric Bernotas       | Zach Lund           | Masaru Inada        |
| 19/01/2007 | Igls            | Aleksandr Tretjakov | Daniel Mächler      | Gregor Stähli       |
| 09/02/2007 | Cesana Torinese | Zach Lund           | Eric Bernotas       | Mirsad Halilovic    |
| 16/02/2007 | Winterberg      | Aleksandr Tretjakov | Mirsad Halilovic    | Martins Dukurs      |
| 24/02/2007 | Königssee       | Zach Lund           | Aleksandr Tretjakov | Markus Penz         |

### Eindstand
| #  | Piloot               | Punten |
| -- | -------------------- | ------ |
| 1  | Zach Lund            | 653    |
| 2  | Eric Bernotas        | 544    |
| 3  | Aleksandr Tretjakov  | 487    |
| 4  | Markus Penz          | 424    |
| 5  | Adam Pengilly        | 408    |
| 6  | Jon Montgomery       | 338    |
| 7  | Christopher Hedquist | 292    |
| 8  | Jeff Pain            | 284    |
| 9  | Tomass Dukurs        | 278    |
| 10 | Anthony Sawyer       | 271    |
| 11 | Daniel Mächler       | 259    |
| 12 | Martins Dukurs       | 255    |
| 13 | Masaru Inada         | 248    |
| 14 | Kazuhiro Koshi       | 229    |
| 15 | Mirsad Halilovic     | 212    |
| 16 | Caleb Smith          | 207    |
| 17 | Sergej Tsjoedinow    | 206    |

| #  | Piloot                | Punten |
| -- | --------------------- | ------ |
| 18 | Frank Kleber          | 191    |
| 19 | Ben Sandford          | 188    |
| 20 | Paul Boehm            | 183    |
| 21 | Gregor Stählie        | 177    |
| 22 | Dirk Matschenz        | 159    |
| 23 | Matthias Guggenberger | 144    |
| 24 | Peter van Wees        | 144    |
| 25 | Kristan Bromley       | 108    |
| 26 | Matthias Biedermann   | 108    |
| 27 | Frank Rommel          | 105    |
| 28 | Sebastian Haupt       | 81     |
| 29 | Kelly Forbes          | 80     |
| 30 | Michael Douglas       | 76     |
| 31 | Florian Grassl        | 75     |
| 32 | Martin Brugger        | 70     |
| 33 | Alberto Polacchi      | 64     |

| #  | Piloot               | Punten |
| -- | -------------------- | ------ |
| 34 | Aleksandr Mutowin    | 58     |
| 35 | Shinsuke Tamaya      | 54     |
| 36 | Maurizio Oioli       | 53     |
| 37 | Andy Wood            | 40     |
| 38 | Keith Loach          | 39     |
| 39 | Patrick Singleton    | 21     |
| 40 | Gregory Saint-Genies | 18     |
| 41 | Masanori Inoue       | 9      |
| 42 | Iain Roberts         | 8      |
| 43 | Ivo Pakalns          | 5      |
| 44 | Greg Kirk            | 4      |
| 45 | Ivan Pokos           | 2      |
| 46 | Jewgeni Sykow        | 2      |
| 47 | Eric Gaulin          | 1      |
| 48 | Nicola Drocca        | 1      |
| 48 | Pascal Oswald        | 1      |

## Vrouwen

### Uitslagen
| Datum      | Plaats          | Eerste             | Tweede            | Derde             |
| ---------- | --------------- | ------------------ | ----------------- | ----------------- |
| 30/11/2006 | Calgary         | Katie Uhlaender    | Maya Pedersen     | Noelle Pikus-Pace |
| 07/12/2006 | Park City       | Katie Uhlaender    | Maya Pedersen     | Michelle Kelly    |
| 15/12/2006 | Lake Placid     | Katie Uhlaender    | Noelle Pikus-Pace | Maya Pedersen     |
| 13/01/2007 | Nagano          | Katie Uhlaender    | Michelle Steele   | Courtney Yamada   |
| 19/01/2007 | Igls            | Anja Huber         | Katie Uhlaender   | Michelle Steele   |
| 09/02/2007 | Cesana Torinese | Kerstin Szymkowiak | Monique Riekewald | Noelle Pikus-Pace |
| 16/02/2007 | Winterberg      | Katie Uhlaender    | Anja Huber        | Noelle Pikus-Pace |
| 23/02/2007 | Königssee       | Anja Huber         | Michelle Kelly    | Noelle Pikus-Pace |

### Eindstand
| #  | Pilote             | Punten |
| -- | ------------------ | ------ |
| 1  | Katie Uhlaender    | 715    |
| 2  | Noelle Pikus-Pace  | 600    |
| 3  | Michelle Kelly     | 389    |
| 4  | Courtney Yamada    | 388    |
| 5  | Maya Pedersen      | 380    |
| 6  | Kerstin Szymkowiak | 376    |
| 7  | Amy Gough          | 361    |
| 8  | Anja Huber         | 360    |
| 9  | Carla Pavan        | 354    |
| 10 | Michelle Steele    | 350    |
| 11 | Monique Riekewald  | 321    |
| 12 | Bree Schaaf Boyer  | 263    |
| 13 | Amy Williams       | 243    |

| #  | Pilote              | Punten |
| -- | ------------------- | ------ |
| 14 | Julia Eichhorn      | 234    |
| 15 | Lindsay Alcock      | 228    |
| 16 | Desiree Bjerke      | 228    |
| 17 | Emma Lincoln-Smith  | 219    |
| 18 | Melissa Hoar        | 162    |
| 19 | Jekaterina Mironowa | 154    |
| 20 | Constanze Zanoletti | 152    |
| 21 | Sarah Reid          | 148    |
| 22 | Shelley Rudman      | 144    |
| 23 | Eiko Nakayama       | 134    |
| 24 | Tania Morel         | 132    |
| 25 | Nazomi Komuro       | 110    |
| 26 | Svetlana Troenova   | 98     |

| #  | Pilote            | Punten |
| -- | ----------------- | ------ |
| 27 | Anna Schewtsowa   | 93     |
| 28 | Jessica Kilian    | 58     |
| 29 | Alexa Putnam      | 46     |
| 30 | Donna Creighton   | 44     |
| 31 | Kati Klinzing     | 36     |
| 32 | Louise Corcoran   | 35     |
| 33 | Barbara Hosch     | 28     |
| 34 | Maho Katsuyama    | 27     |
| 35 | Maggie Davis      | 16     |
| 36 | Bella Sterlikowa  | 16     |
| 37 | Teresita Bramante | 14     |
| 38 | Kayako Tojo       | 13     |
| 39 | Tionette Stoddard | 8      |

1986/1987 · 
1987/1988 · 
1988/1989 · 
1989/1990 · 
1990/1991 · 
1991/1992 · 
1992/1993 · 
1993/1994 · 
1994/1995 · 
1995/1996 · 
1996/1997 · 
1997/1998 · 
1998/1999 · 
1999/2000 · 
2000/2001 · 
2001/2002 · 
2002/2003 · 
2003/2004 · 
2004/2005 · 
2005/2006 · 
2006/2007 · 
2007/2008 · 
2008/2009 ·
2009/2010 ·
2010/2011 ·
2011/2012 ·
2012/2013 ·
2013/2014 ·
2014/2015 ·
2015/2016 ·
2016/2017 ·
2017/2018 ·
2018/2019 ·
2019/2020 ·
2020/2021 ·
2021/2022 ·
2022/2023 ·
2023/2024 ·
2024/2025
Alpineskiën ·
Biatlon ·
Bobsleeën ·
Freestyleskiën ·
Langlaufen ·
Noordse combinatie ·
Rodelen ·
Schaatsen ·
Schansspringen ·
Shorttrack ·
Skeleton ·
Snowboarden